# سازمان بازرسی اردوگاه‌های کار اجباری
سازمان بازرسی اردوگاه‌های کار اجباری (به آلمانی: Inspektion der Konzentrationslager) یا به صورت کوته‌نوشت IKL، مرجع اداری و مدیریتی مرکزی اس‌اس برای اردوگاه‌های کار اجباری رایش سوم بود. این سازمان که توسط تئودور آیکه ایجاد شده بود، در آغاز با عنوان «بازرسی عمومی اس‌اس-توتنکوف‌ورباند» شناخته می‌شد. بعدها این سازمان با عنوان «Amt D» در اداره اصلی اقتصادی و اجرایی اس‌اس ادغام شد.

## بازرسی کل اردوگاه‌های کار اجباری

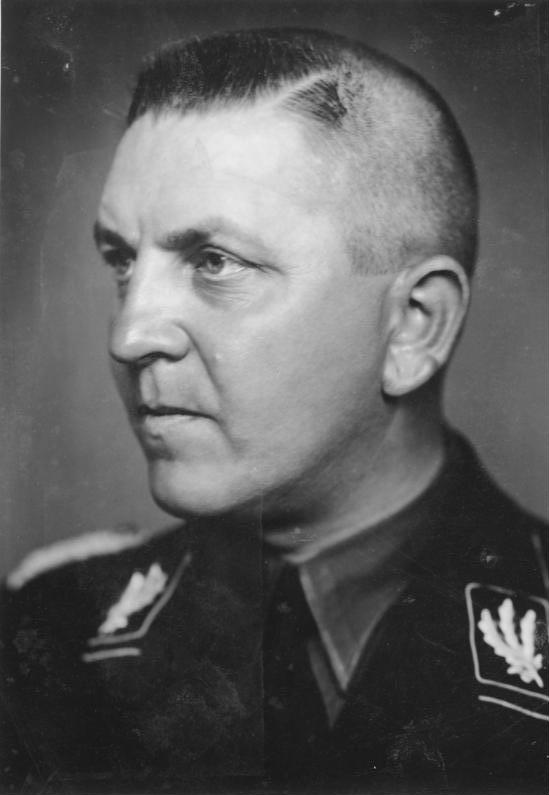
تئودور آیکه، رئیس سازمان بازرسی اردوگاه‌های کار اجباری

در ۲۶ ژوئن ۱۹۳۳، اس‌اس-اوبرفورر تئودور آیکه، فرمانده اردوگاه کار اجباری داخائو شد. روش اداری وی در داخائو بعدها به عنوان الگویی برای همه اردوگاه‌های کار اجباری شناخته شد. آیکه تا مه ۱۹۳۴ عنوان «بازرس اردوگاه‌های کار اجباری» را از آن خود کرد. به عنوان بخشی از روند کاهش قدرت اس‌آ با توسل به قتل در طول «شب دشنه‌های بلند»، وی شخصاً در ۱ ژوئیه ۱۹۳۴ به ارنست روم شلیک کرد.
اندکی پس از ماجرای روم در ۴ ژوئیه ۱۹۳۴، رایشسفورر-اس‌اس هاینریش هیملر رسماً آیکه را به عنوان رئیس سازمان بازرسی اردوگاه‌های کار اجباری (IKL) منصوب کرد. وی همچنین آیکه را در سمت فرماندهی SS-Wachverbände به درجه اس‌اس-گروپنفورر ارتقا داد. اگرچه هیملر رئیس بلامناظع سازمان‌های پلیس و اردوگاه‌های وابسته به آن‌ها بود، اما تنها آن مکان‌هایی که تحت صلاحیت رسمی IKL در قلمرو متشکل از رایش سوم فعالیت می‌کردند به عنوان «اردوگاه کار اجباری» محسوب می‌شدند.
در پی شب دشنه‌های بلند، اردوگاه‌های باقی‌مانده تحت کنترل اس‌آ زیر فرماندهی اس‌اس قرار گرفتند. با کاهش اختیار اس‌آ، کارکردهای عملی پلیسی اس‌اس در ۲۰ ژوئیه ۱۹۳۴ کنار گذاشته شدند. علاوه بر این، سازمان بازرسی از اردوگاه‌های کار اجباری (IKL) رسماً به عنوان حوزه کاری آیکه گشایش یافت. IKL به دفاتر مقر گشتاپو در شماره ۸ خیابان Prinz-Albrecht-Strasse در برلین نقل مکان کرد. در حالی که دفاتر دستگاه امنیتی راینهارت هایدریش در نزدیکی دفتر IKL آیکه بودند، هیملر آنها را مجزا و جدا نگه می‌داشت؛ هایدریش مسئول امنیت رایش بود، و کسانی را که او دستگیر و بازداشت می‌کرد به اردوگاه‌های کار اجباری فرستاده می‌شدند، جایی که زندانیان توسط IKL تحت نظارت آیکه قرار می‌گرفتند. سازمان بازرسی تنها در رابطه با اینکه چه کسانی در اردوگاه‌ها قرار می‌گرفتند، و چه کسانی می‌توانستند آزاد شوند، تابع اس دی و گشتاپو بود؛ جز آن، هر آنچه در داخل اردوگاه‌ها اتفاق می‌افتاد تحت اختیار کل IKL بود.
رئیسان IKL (نخستینشان آیکه) به عنوان عضوی از اس‌اس تابع اداره اصلی اس‌اس بود اما در این نقش تنها مستقیماً به رئیس پلیس آلمان، رایشسفورر-اس‌اس هیملر گزارش می‌داد. این شکل از تبعیت دوگانه از ویژگی‌های بسیاری از پست‌های اس‌اس بود و فضای آزاد برای اعضای آن‌ها برای تفسیر دستورها ایجاد می‌کرد، به همین دلیل نیز بود که IKL تحت نظر آیکه تبدیل به نهادی زیرمجموعه هم حزب نازی و هم دولت شد. آیکه در ارتقای اردوگاه‌های کار اجباری به بالاترین «سطح کارآمدی» آزاد بود؛ او به ویژه می‌دانست که چگونه از این سیستم برای اهداف خود استفاده کند و نقش قابل ملاحظه‌ای در تحت کنترل IKL قرار دادن همه زندانیان اردوگاه کار اجباری داشت.